# Dodwell & Co.
Dodwell & Co. или Dodwell's (天祥洋行) — одна из крупнейших британских торговых фирм (hong, 行), активно действовавшая в Китае, Японии и других странах Дальнего Востока во второй половине XIX — первой половине XX века. Была основана коммерсантом Джорджем Бенджамином Додуэллом в 1890-х годах как наследница более раннего торгового дома Adamson, Bell and Company. Являлась прямым конкурентом могущественного торгового дома Jardine, Matheson & Co. К концу XIX века Dodwell & Co. перенесла свою штаб-квартиру в Гонконг и превратилась в одного из крупнейших мировых дилеров чая.
В 1972 году британская Inchcape and Company поглотила Dodwell & Co., однако сохранила на некоторое время операционную независимость и бренд компании. В середине 1990-х годов материнская компания Inchcape оказалась в затруднительном финансовом положении и была вынуждена распродать большинство активов бывшей Dodwell & Co. по частям.

## Предшественник
Предшественником Dodwell & Co. являлась фирма W.R. Adamson and Company, основанная по инициативе ткачей Чешира, для предприятий которых требовались крупные партии шёлка-сырца. В 1852 году предприниматель Уильям Адамсон от имени чеширских текстильщиков прибыл в Шанхай для изучения рынка. В 1858 году он учредил в Лондоне собственную торговую компанию, имевшую главный офис в Шанхае и отделения в Гонконге, Фучжоу и Ханькоу. На первых порах в фирме работало всего десять сотрудников-европейцев и несколько компрадоров. В начале 1860-х годов W.R. Adamson and Company была первой британской фирмой, решившей вести бизнес в Японии и открывшей отделение в Иокогаме. Постепенно компания обзавелась собственными пароходами и превратилась в крупного поставщика шёлка и чая.
В 1867 году к компании в качестве партнёра присоединился Фредерик Хэйли Белл, после чего она изменила своё название на Adamson, Bell and Company. В 1872 году в шанхайском офисе компании судоходным клерком начал работать молодой Джордж Бенджамин Додуэлл (1851–1925). Ему было обещано жалованье в 400 фунтов за первый год службы, жильё, оплата освещения и медицинских счетов, а также 5 % от прибыли на всё заработанное сверх 700 таэлей серебром в год. Вскоре этот уроженец Дерби занял видное положение в Adamson, Bell and Company, способствуя расширению фирмы по всему Дальнему Востоку. К 1876 году в сфере морских перевозок чая Adamson, Bell and Company лишь незначительно уступала таким крупным игрокам рынка, как Jardine, Matheson & Co. и Butterfield & Swire. В 1886 году Уильям Адамсон покинул компанию и вернулся в Англию, единственным руководителем фирмы остался Фредерик Хэйли Белл. В 1887 году Додуэлл основал при компании судоходное агентство, которое фрахтовало парусные корабли от имени железнодорожной компании Canadian Pacific Railway (CPR импортировала из Китая и Японии различные товары и подписала с Додуэллом трёхлетний контракт). Линия из Гонконга в канадский Ванкувер стала первой регулярной судоходной линией через Тихий океан.

## Основание
После ухода опытного Адамсона, забравшего к тому же свою часть капитала, компания вскоре столкнулась с финансовыми трудностями, быстро потеряла свои позиции на рынке и в марте 1890 года обанкротилась. Додуэлл и его партнёр Эй.Джи.Эйч. Карлилл решили занять нишу бывшего работодателя и в мае 1891 года основали в Лондоне собственную фирму Dodwell, Carlill and Company.

## Деятельность до окончания Первой мировой войны
Dodwell, Carlill and Company имела отделения в Китае, Японии, на тихоокеанском побережье США и Канады, в 1912 году открыла офис в Нью-Йорке. Судоходство и торговля чаем оставались основными сферами деятельности компании. Потеряв в 1892 году контракт с компанией Canadian Pacific Railway, которая решила учредить на этом прибыльном направлении собственную почтовую линию, Додуэлл заключил другой контракт с американской железнодорожной компанией Northern Pacific Railway (при этом, CPR предлагала Додуэллу возглавить её новую судоходную линию и годовой оклад в 4 тыс. фунтов, но он предпочёл развивать собственный бизнес). К концу XIX века Dodwell, Carlill and Company стала крупнейшей судоходной фирмой на транстихоокеанском направлении.
Компания была крупным закупщиком китайского и японского чая, который она продавала в Великобритании и США, а с 1901 года — и в Российской империи. Когда вырос спрос на индийский и цейлонский чай, компания в 1897 году открыла отделение в Коломбо. В 1898 году Джордж Бенджамин Додуэлл и его партнёры решили преобразовать свой бизнес в частную компанию с ограниченной ответственностью (Private Limited Liability Company). С 1 января 1899 года фирма начала действовать в качестве Dodwell & Company Limited с капиталом в размере 500 тыс. фунтов стерлингов. В соответствии с новым уставом Додуэлл был избран пожизненным председателем компании. В том же 1899 году Додуэлл окончательно перебрался с Дальнего Востока в Лондон.
Он не только руководил своим основным бизнесом в лице Dodwell & Company, но и имел интересы в Malacca Rubber Plantation Company (плантационное хозяйство и производство каучука в Британской Малайе). Между началом XX века и Первой мировой войной доля чайной торговли в общем обороте Dodwell & Company уменьшилась, но возросла доля судоходства и других сфер торговли. Отделения, первоначально открывавшиеся для торговли чаем и судоходного бизнеса, постепенно инвестировали и в другие сферы. Например, отделение в Ванкувере развивало производство консервированного лосося, поставляя свою продукцию в Британию и другие страны Европы. Отделение в Такоме занялось экспортом лесоматериалов, а также совместно с отделением в Сиэтле развивало местную мукомольную промышленность. Отделение в Коломбо уменьшило зависимость от экспорта чая, вложив средства в чайные и кокосовые плантации, а также в завод по производству копры.
В Японии Dodwell & Company выступала в качестве эксклюзивного агента по фрахтованию судов для нужд правительства во время Русско-японской войны. Кроме того, японское отделение компании поставляло уголь в Сингапур и Шанхай, экспортировало соломенные изделия из Кобе в Европу, развивало экспорт фарфора из нового порта в Йоккаити.
Во время Первой мировой войны судоходный бизнес Dodwell & Company рос стремительными темпами, фирма занималась не только фрахтованием и бункеровкой, но и продавала японские пароходы Союзникам. В 1919 году компания достигла пика своего успеха. Капитал Dodwell & Company удвоился, торговая прибыть достигла рекордного уровня, превзойти который удалось лишь после 1947 года.

## Межвоенный период и Вторая мировая война
Период между двумя мировыми войнами был отмечен для Dodwell & Co. спадом деловой активности. После Первой мировой войны японские фирмы начали самостоятельно выходить на рынки Дальнего Востока, работая с потребителями и поставщиками без посредников. Чартерные суда Dodwell & Co. были вынуждены приспосабливаться к изменениям на рынке. В 1925 году скончался Джордж Бенджамин Додуэлл, после чего фирму возглавил Карлилл. В 1927 году Dodwell & Co. приостановила торговлю собственными товарами, выступая лишь как агент других торговых домов. Суда компании ходили в Нью-Йорк и Бостон, порты западного побережья США и Канады, порты Японии, Китая, Явы и Цейлона, пересекали Суэцкий и Панамский каналы, но Dodwell & Co. всё больше работала в качестве агента на других пароходных линиях.
В 1930-х годах снижение покупательской способности китайской валюты, неудачные инвестиции в шанхайскую компанию по производству минеральной воды Sanitas (1932) и упадок шанхайского рынка чая привели к существенным потерям Dodwell & Co. Между 1920 и 1938 годами компания лишь трижды выплачивала дивиденды своим акционерам (1923, 1937 и 1938 годы). Dodwell & Co. смогла пережить этот трудный период только потому, что создала резервный фонд (около 300 тыс. фунтов) в течение первых двух благоприятных десятилетий XX века. В 1941 году японские власти конфисковали все активы Dodwell & Co. в стране, а также в своих колониях и владениях.
В межвоенный период важную роль в Dodwell & Co. играл Стэнли Хадсон Додуэлл. Он был племянником Джорджа Бенджамина Додуэлла и присоединился к семейному бизнесу в начале 1897 года. Через несколько лет отвечал за загрузку судов Dodwell & Co. в порту Нью-Йорка, в 1912 году вошёл в правление фирмы. Помимо руководства семейной Dodwell & Co., Стэнли Хадсон Додуэлл был председателем совета The Hongkong and Shanghai Banking Corporation, председателем страховых компаний Union Insurance Society of Canton и British Traders Insurance Co., членом консультационного комитета торгового дома Shewan, Tomes & Co., заседал в советах других гонконгских фирм. После смерти дяди Додуэлл в 1925—1953 годах занимал пост председателя и исполнительного директора Dodwell & Co..
Кроме предпринимательской деятельности Стэнли Хадсон Додуэлл неоднократно был неофициальным членом Законодательного совета Гонконга и членом Исполнительного совета Гонконга, а также членом Медицинской комиссии, Комиссии по военному налогообложению и Комитета уполномоченных архитекторов, капитаном Королевского гольф-клуба Гонконга, перед Второй мировой войной входил в состав Волонтёрского оборонного корпуса Гонконга. Во время японской оккупации Гонконга Додуэлл бежал в австралийский Перт, где возглавлял Ассоциацию жителей Восточной Азии. После войны обосновался в Лондоне, в 1947 году за заслуги был награждён орденом Британской империи.

## Послевоенный период и поглощение
После окончания Второй мировой войны Dodwell & Co. вновь открыла свои отделения в Японии, Китае и Гонконге, однако захват власти коммунистами в 1949 году вынудил фирму уйти из материкового Китая. Dodwell & Co. начала осваивать новые рынки сбыта — открыла отделения на Филиппинах, в Австралии, Новой Зеландии, Восточной Африке, учредила в Индии совместное предприятие с местной компанией Salem & Co. Особенно Dodwell & Co. выиграла от быстрого послевоенного восстановления в Японии и Гонконге. Компания занялась торговлей резиной, текстилем, автомобилями, мукой, рисом, металлами, промышленным оборудованием, древесиной, растительными маслами, имбирем, петардами, в Гонконге было учреждено дочернее предприятие Dodwell Motors. Также Dodwell & Co. выступала в качестве агента страховых компаний Phoenix Assurance, Standard Life, Thames & Mersey Marine Insurance, Saint Paul Fire & Marine Insurance и Providence Washington Insurance.
В 1954 году чистый капитал Dodwell & Co. составлял 1,053 млн фунтов стерлингов, фирма входила в число двадцати крупнейших торговых домов Великобритании. С середины 1950-х годов Dodwell & Co. начала специализироваться на закупке товаров для универмагов и торговых сетей по всему миру, а также открывать свои собственные магазины, в том числе в Гонконге и Кении (франшизы Marks & Spencer и British Home Stores). В 1969 году произошло объединение компаний Dodwell Motors и Inchcape Metro, в результате чего новообразованная компания Metro-Dodwell Motors Limited получила все права на сбыт автомобилей British Leyland в Гонконге. В 1972—1973 годах британская группа Inchcape and Company приобрела все акции Dodwell & Co., сохранив на некоторое время операционную независимость нового филиала.
Dodwell & Co. продолжала заниматься судоходным фрахтом, экспортно-импортными операциями, торговлей автомобилями и офисной техникой под контролем Inchcape. В 1993 году судоходный бизнес Dodwell & Co. был интегрирован в новосозданную компанию Inchcape Shipping Services (ISS). В 1994—1995 годах материнская компания оказалась в затруднительном положении и была вынуждена распродать большинство активов Dodwell & Co. по частям. В 1995 году закупочный бизнес Dodwell & Co. в составе Inchcape Buying Services был продан гонконгской корпорации Li & Fung. В 1999 году британская инвестиционная группа Electra Investment Trust приобрела судоходное подразделение ISS.
Также были распроданы отделения Dodwell & Co., занимавшиеся торговлей офисной техникой в Гонконге, Японии и других странах Дальнего Востока. С 1999 года Inchcape сосредоточилась на торговле автомобилями, используя, в том числе и дальневосточную дилерскую сеть бывшей Dodwell & Co. В 2006 году Electra Investment Trust продала ISS дубайскому инвестиционному холдингу Istithmar World. Некоторые подразделения ISS до сих пор сохраняют в своих названиях упоминания Dodwell & Co., например, кенийские Dodwell and Co. East Africa Limited и ISS Dodwell Container Services.

## Флаг
Торговые суда дома Dodwell & Co. ходили под собственным флагом. Экземпляр, хранящийся в Национальном морском музее Великобритании, сделан из шерсти и синтетических волокон. Чёрный салтайр находится в верхнем левом кантоне. Флаг изготовлен при помощи машинной вышивки. Кромка стяга, примыкающая к флагштоку, сделана из хлопка. К флагу прилагается верёвка.

## Комментарии
1. ↑  Важным партнёром сперва Adamson, Bell and Company, а затем и Dodwell & Co. была торговая фирма Sam Kee Company, базировавшаяся в чайнатауне Ванкувера[7].